# Lurcher
Lurcher – potomstwo charta i psa innej rasy; najczęściej jednej z ras pasterskich lub terierów. Takie połączenie zazwyczaj ma na celu wyhodowanie psa o wysokiej inteligencji potrzebnej do pracy, oraz o szybkości i zwinności charta. W Anglii i Irlandii lurchery często są psami pracującymi.

## Rys historyczny
Psy te selekcjonowano na szybkość i pojętność. Często hodowali je irlandzcy Romowie, którzy dla własnych celów krzyżowali collie z greyhoundem i innymi rasami.

## Charakter i usposobienie
Psy te są z natury spokojne i pojętne. Ze strony charta zazwyczaj dziedziczą szybkość i silny instynkt pogoni za poruszającym się obiektem.

## Wygląd
Istnieją wyraźne różnice w wyglądzie lurcherów, gdyż nie są one hodowane według żadnego wzorca. Ogólnie lurchery są psami o zgrabnej sylwetce i szorstkiej lub gładkiej sierści, mającymi wyraźną domieszkę krwi charta.